# Ilsede
Ilsede is een gemeente in de Duitse deelstaat Nedersaksen, en maakt deel uit van het Landkreis Peine.
Ilsede telt 21.866 inwoners. De gemeente werd per 1 januari 2015 uitgebreid door de fusie met de voormalige gemeente Lahstedt. Ilsede is een gemeente met 21.556 inwoners (per 31 december 2018) in het district Peine in Nedersaksen. De eenheidsgemeenschap Ilsede in is een basiscentrum voor wonen, handel en commercie.
Ilsede grenst in het noorden aan de stad Peine.

## Geschiedenis
In de 16e en 17e eeuw werden er te Ilsede tijdens heksenprocessen 22 mensen op de brandstapel ter dood gebracht.
In de 19e eeuw werd te Ilsede ijzererts in de grond ontdekt. Van 1858 tot 1978 werd deze delfstof in een mijn gewonnen en in de fabriek Ilseder Hütte tot halfproducten verwerkt. In de staalfabrieken te Peine werden daar eindproducten van gemaakt.

## Fotogalerij

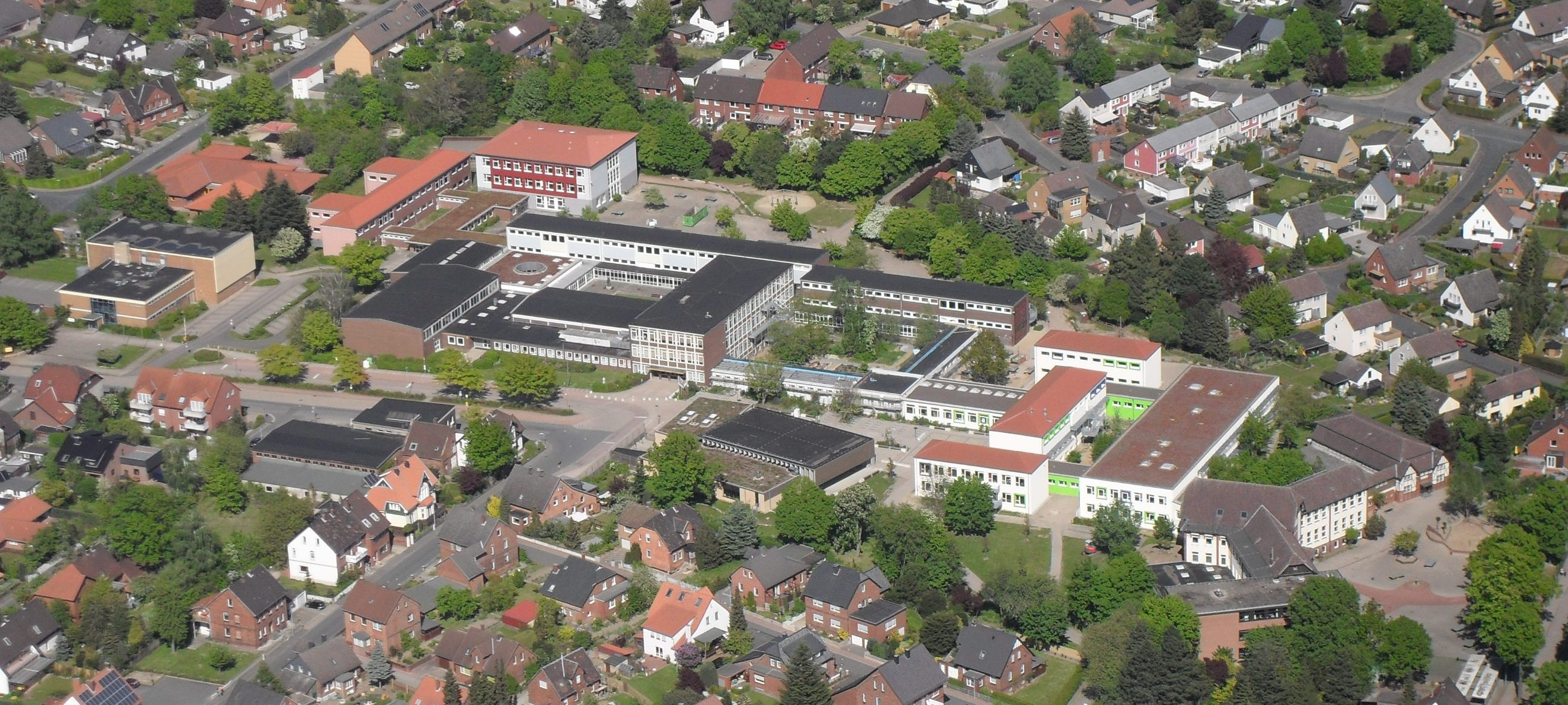
Schoolcentrum Groß Ilsede
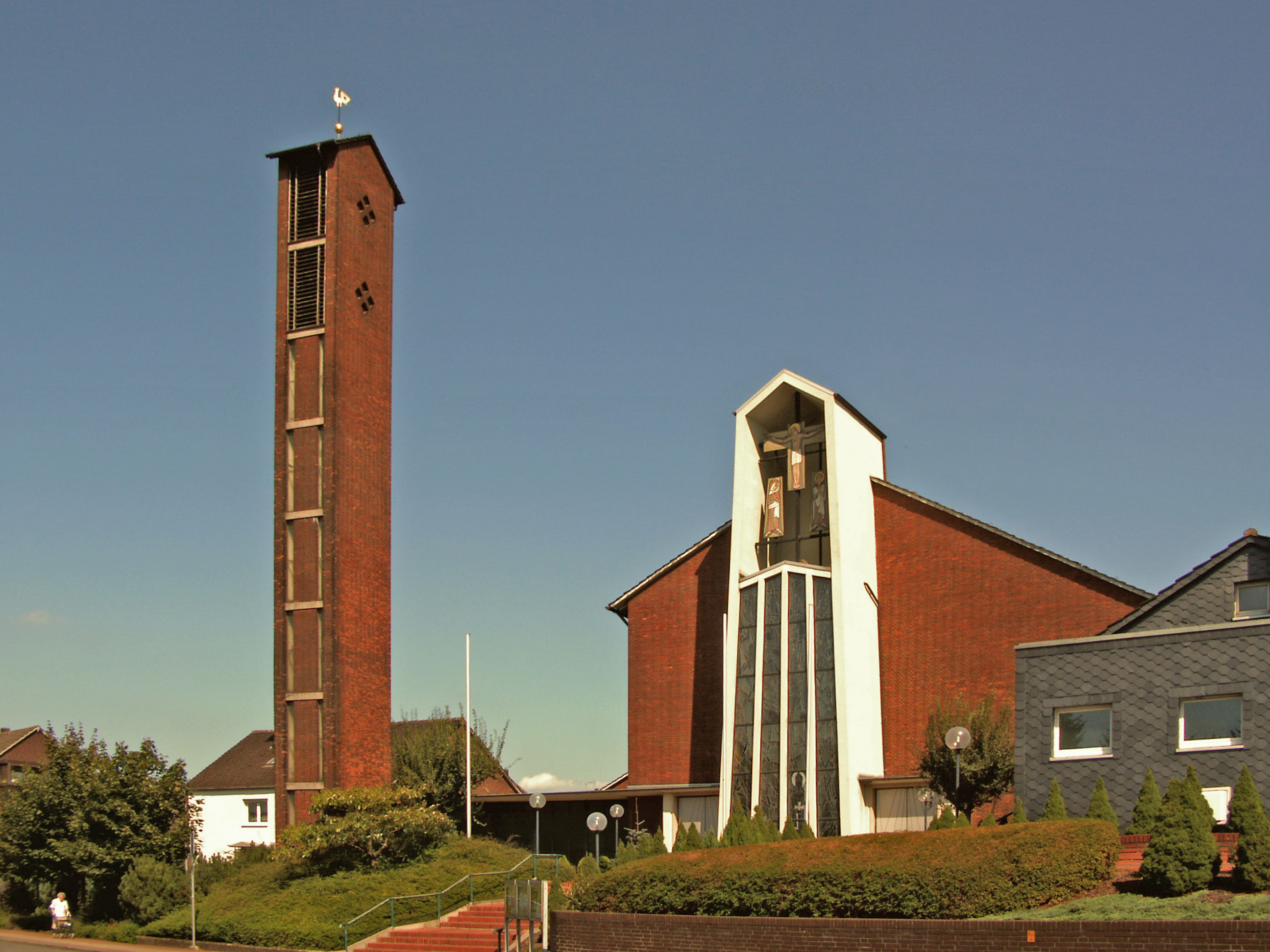
Katholieke Kerk Groß Ilsede (2009)
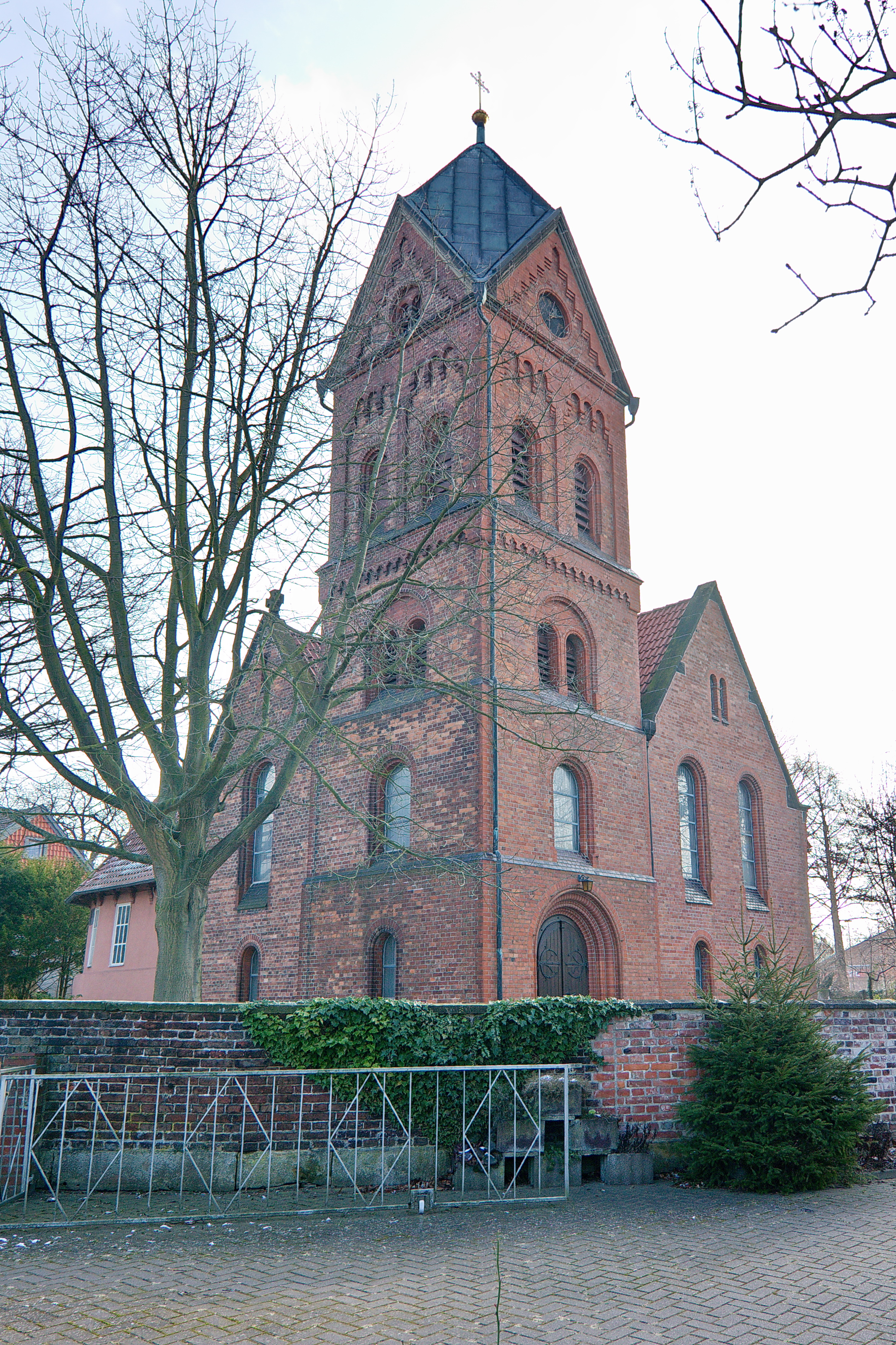
Protestantse kerk Groß Ilsede
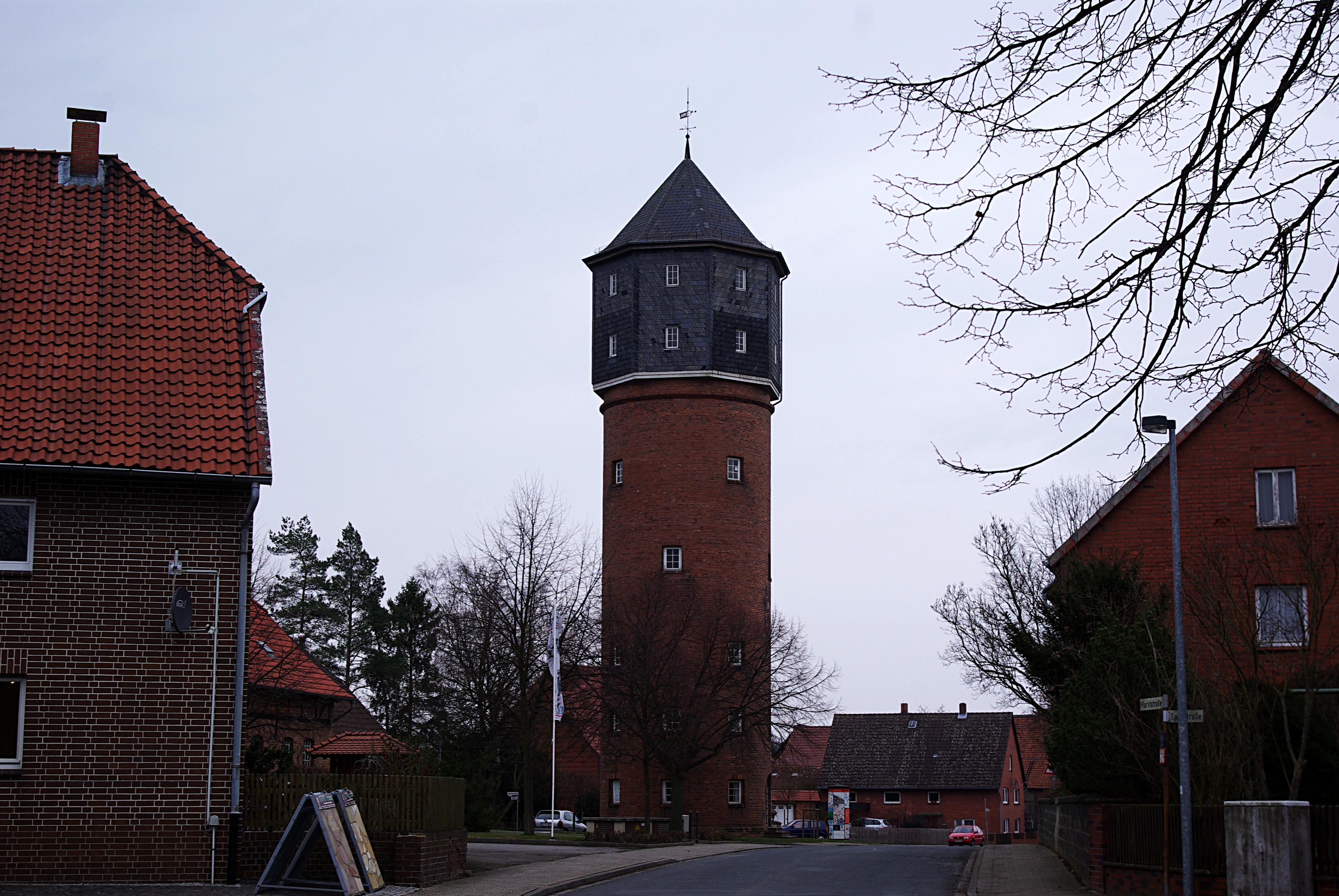
Watertoren Groß Lafferde watertoren
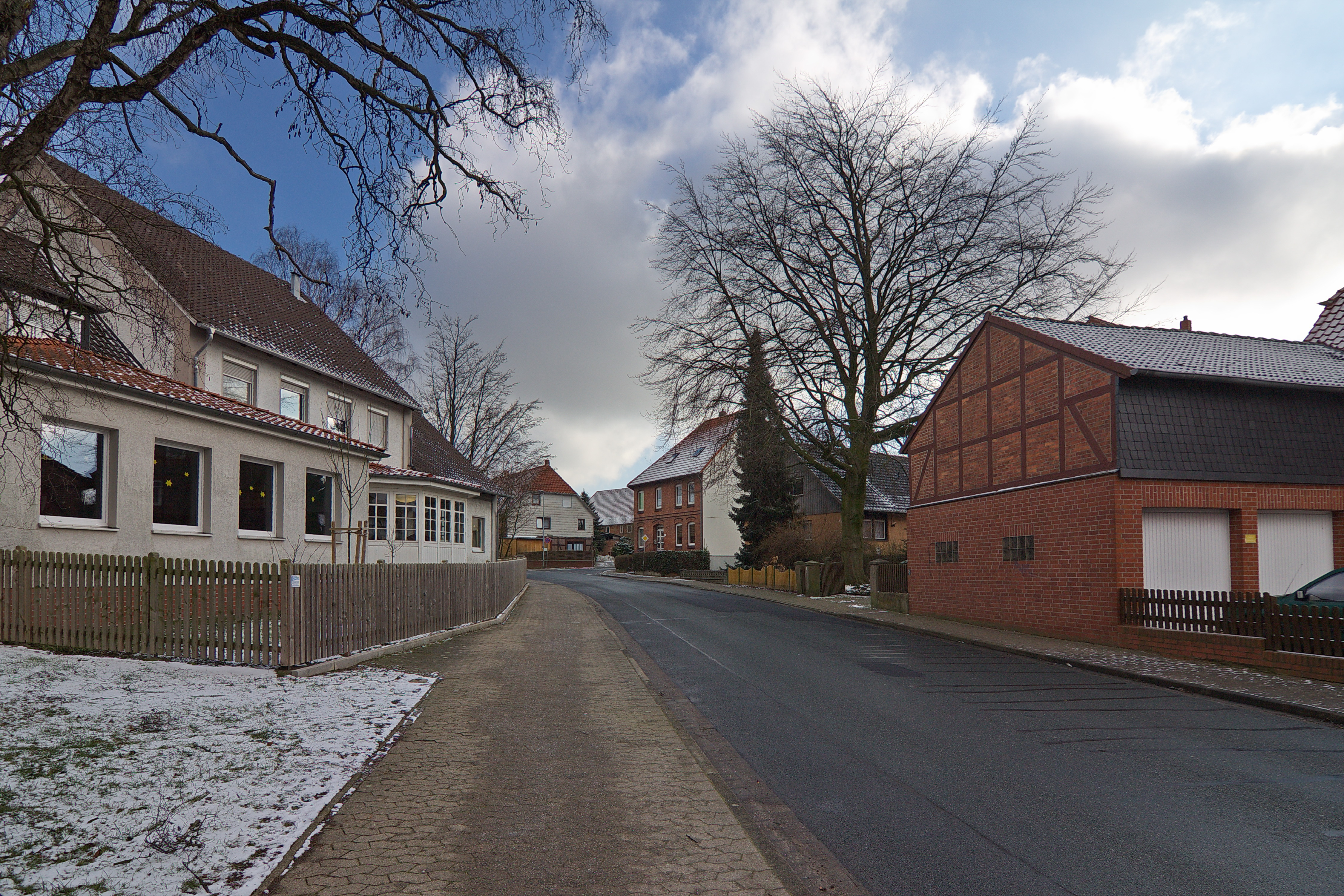
Stadsgezicht van Gadenstedt (2015)

- Gemeinsame Normdatei: 4026569-9
- Library of Congress Control Number: n85189448
- Nationale Bibliotheek van Israël: 987007557628505171
- Virtual International Authority File: 130253311
- WorldCat: E39PBJkXqR6krh4v68HvmjBwYP

Edemissen · 
Hohenhameln · 
Ilsede · 
Lahstedt · 
Lengede · 
Peine · 
Vechelde · 
Wendeburg